# 石泉乡 (洛川县)
石泉乡是中国陕西省延安市洛川县下辖的一个乡。

## 行政区划
石泉乡下辖以下行政区：
东石泉村、西石泉村、南洼村、寺合村、清池村、上兰庄村、下兰庄村、畔里村、白道庄村、咀头村、圪崂村、贺家庄村、查家咀村、东村、西村